# 부세나 해중공원

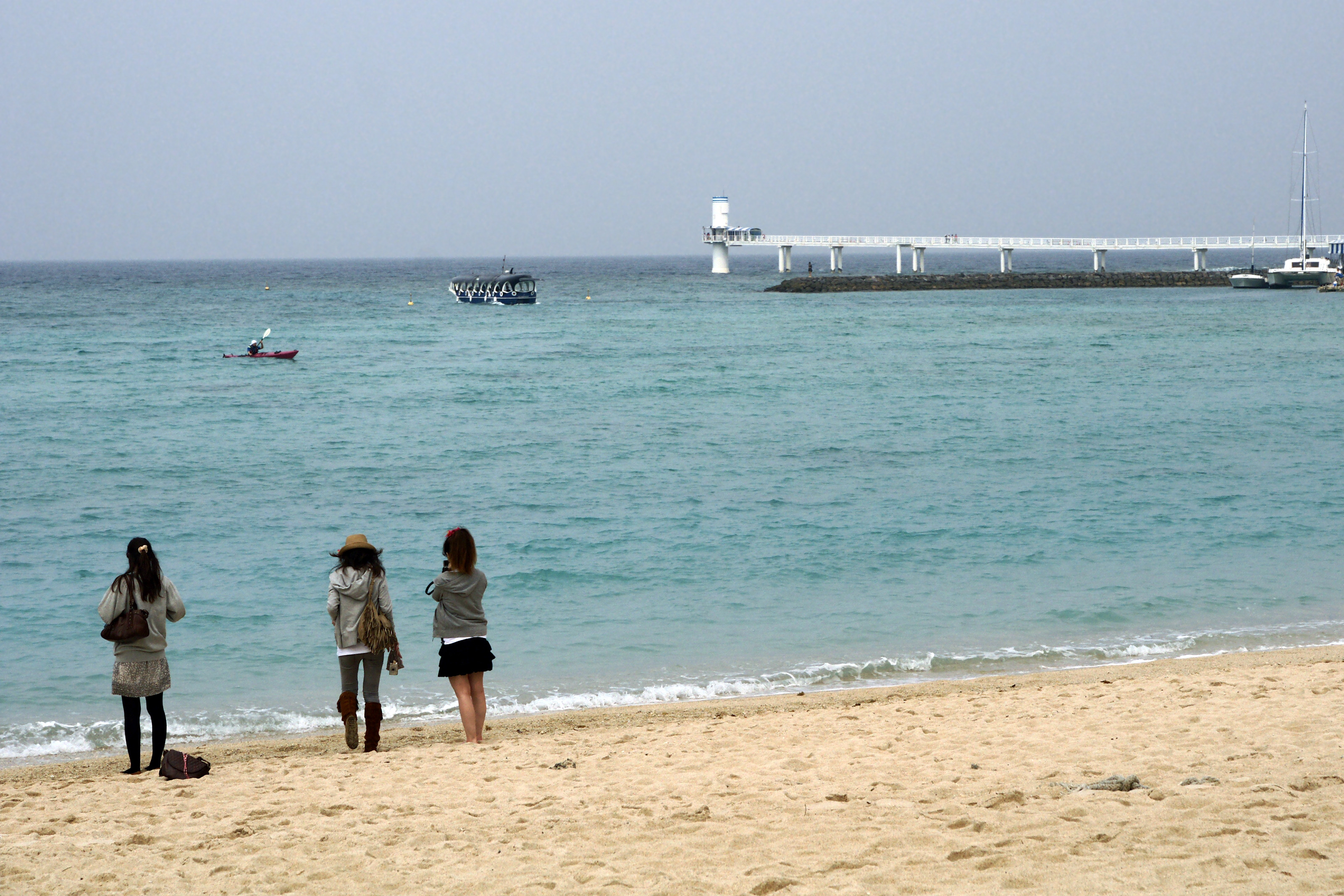
부세나 해중공원

부세나 해중공원(일본어: ブセナ海中公園)은 일본 오키나와현 나고시 부세나 곶에 있는 해양공원이다. 오키나와 관광 개발 사업단 (현 오키나와 관광 컨벤션 뷰로)에 의해 건설되고 1970년에 개장했다. 해중공원이 있는 케이프 끝과 서쪽은 더 부세나 테라스로 정비되어 있다.

## 시설

### 글라스 바닥 보트
부세나 곶 끝 서해안을 오가는 고래형 선체의 유람선으로, 정원 36명의 보트 2척이 취항하고 있다.

### 해중 전망탑
부세나 곶 끝 서쪽 170m 해상에 있는 바다 전망대로, 육지와 육교로 연결된다.

### 셔틀 버스
부세나 리조트 입구와 더 부세나 테라스, 글라스 바닥 보트 승강장을 왕복하는 버스이다. 요금은 무료로, 정원 25명이다